# Chosrau I.

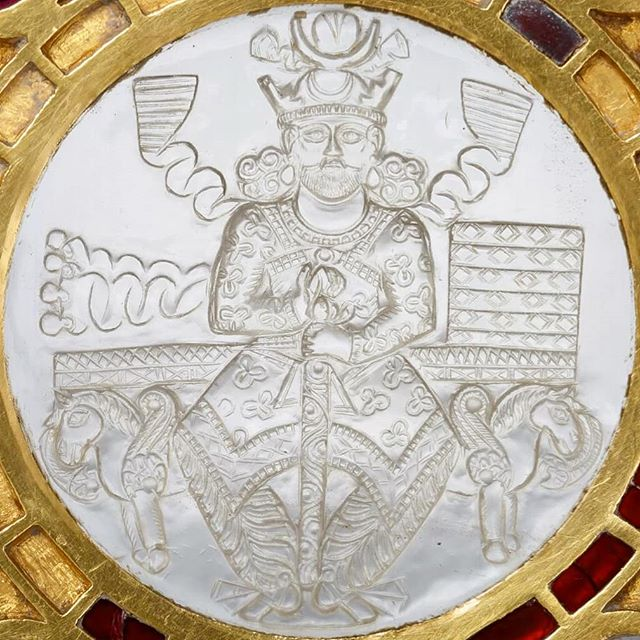
Darstellung Chosraus I.

Chosrau I. (persisch خسرو, DMG Ḫosrau, [xosˈroʊ̯]; griechisch: Chosroes; alternative Schreibweisen: Husrav, Xusro, Chusro, Khusro, Ḫusraw), mit Beinamen Anuschirwan oder Anuschirvan (انوشيروان, DMG Anūšīr[a]wān, ‚mit der unsterblichen Seele‘ [ænuːʃi:rˈvɔːn]), war von 531 bis zu seinem Tod 579 persischer Großkönig. Er stammte aus dem Geschlecht der Sassaniden. Ein Geburtsdatum ist nicht bekannt, doch dürfte der König ein recht hohes Alter erreicht haben, da er als erwachsener Mann auf den Thron gelangte und von den römischen Quellen in den 570er Jahren als Greis geschildert wird.
Chosrau I. war der große Gegenspieler des oströmischen Kaisers Justinian (527–565). Er führte das spätantike Sassanidenreich zu einem Höhepunkt und gilt als bedeutender Herrscher, was auch seinen Widerhall in der Sagenwelt des Orients fand. Der arabisierte Name Kisrā (arabisch كسرى, auch Kasrā) wurde im ostarabischen Sprachraum nach dem Fall des Sassanidenreichs bedeutungsgleich mit der Bezeichnung für den Herrscher des vorislamischen iranischen Großreiches (vergleichbar dem deutschen Wort „Kaiser“ von Caesar).

## Herrschaftsantritt

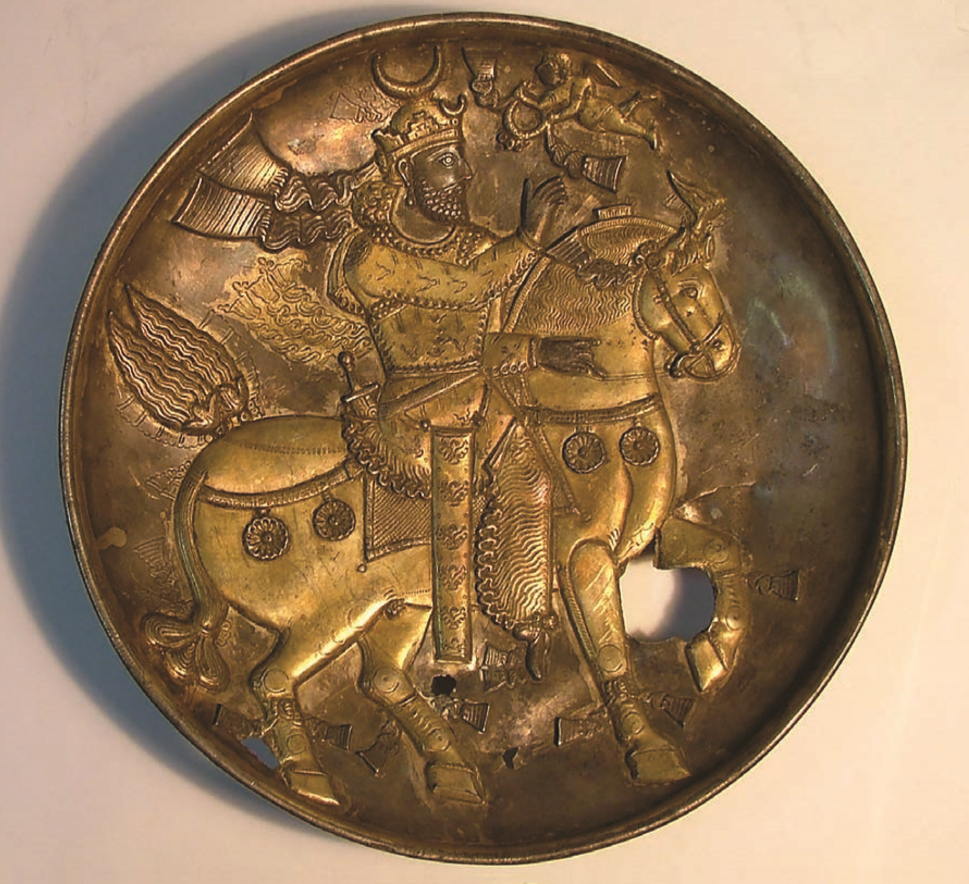
Darstellung Chosraus I., iranisches Nationalmuseum, Teheran

Chosrau war der dritte Sohn des Königs Kavadh I. Er wurde von seinem Vater gegenüber seinen beiden älteren Brüdern Kāwūs (griechisch Kaoses) und Zham (griechisch Zames) bevorzugt und auf die Nachfolge vorbereitet. Kāwūs hatte sich wegen seiner Sympathie für die Mazdakiten missliebig gemacht, Zham wurde als nicht herrschaftsfähig angesehen, da ihm ein Auge fehlte. Daher versuchte Kavadh um die Mitte der 520er Jahre, Chosrau vom oströmischen Kaiser Justin I. adoptieren zu lassen, um so die geplante Thronfolgeregelung abzusichern, doch scheiterten die Verhandlungen. Als Kavadh am 13. September 531 starb, übernahm Chosrau sofort die Macht, wurde (angeblich zur Überraschung von Kāwūs) vom Adelsrat zum neuen Herrscher bestimmt und anschließend gekrönt. Seine übergangenen älteren Brüder fanden sich jedoch nicht damit ab, sondern versuchten ihre Ansprüche durchzusetzen, wobei sie in Teilen des Adels Zustimmung fanden. Da Zham selbst ja nicht als König in Frage kam, wollten seine Anhänger stellvertretend seinen unmündigen Sohn Kavadh (griechisch Kabades) auf den Thron setzen, mit Zham als Vormund und Regent. Kurz nach Chosraus Regierungsantritt, offenbar noch im Jahr 531, kam es daher zu einer oder zwei Verschwörungen mit dem Ziel, ihn zu entmachten; sie wurde(n) jedoch blutig niedergeschlagen, und Chosrau ließ seine Brüder hinrichten. Sein Neffe Kavadh floh vermutlich zu den Römern.

## Außenpolitik

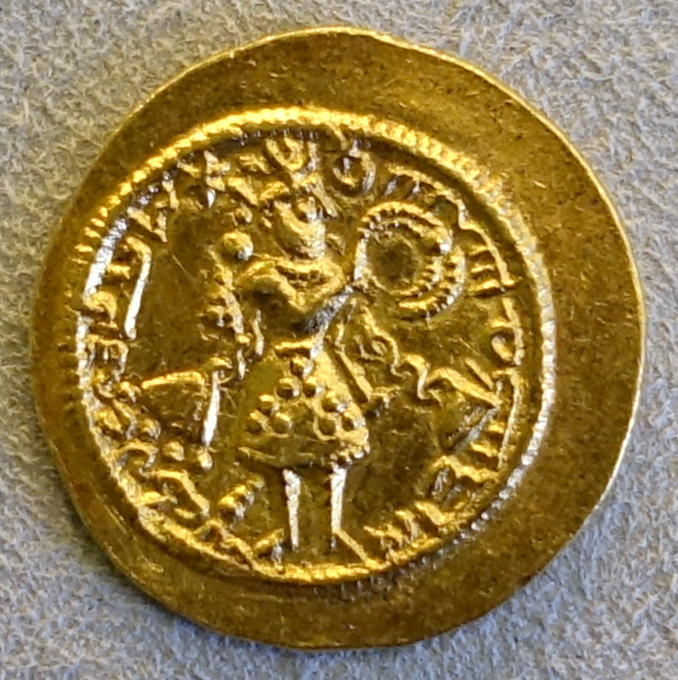
Chosrau I., Münzbild

Römer und Sassaniden führten seit etwa 526 wieder Krieg gegeneinander. Bei den Kampfhandlungen an der persisch-oströmischen Grenze in Mesopotamien konnten sich die oströmischen Generale Belisar und Sittas zunächst behaupten. Belisar siegte 530 in der Schlacht bei Dara, erlitt aber ein Jahr später eine Niederlage. Mit dem Regierungsantritt Chosraus ergab sich nun die Möglichkeit für Friedensverhandlungen. 532 wurde mit Justinian der so genannte „Ewige Frieden“ geschlossen, der mit recht hohen (einmaligen) römischen Zahlungen an den Großkönig verbunden war. Eine wichtige Quelle zu diesen Ereignissen stellt der Bericht des oströmischen Historikers Prokopios von Caesarea in dessen Historien dar.
Bereits 540 brachen erneut Kämpfe aus. Anlass waren vor allem Streitigkeiten zwischen arabischen Stämmen in persischen bzw. römischen Diensten. Vielleicht verfolgte Chosrau ein altes Ziel: die Erreichung des Mittelmeers und die Wiederherstellung der Grenzen des alten Achämenidenreiches. Wahrscheinlicher ist aber, dass es dem König nur um möglichst große Beute und einen Prestigezuwachs ging. Tatsächlich war die römische Ostgrenze von Truppen entblößt, da die meisten schlagkräftigen Verbände in Italien eingesetzt waren, um dort den Widerstand der Ostgoten zu brechen. Inwiefern die Ostgoten die Sassaniden zu einer Neuaufnahme der Kämpfe ermuntert haben, ist umstritten.

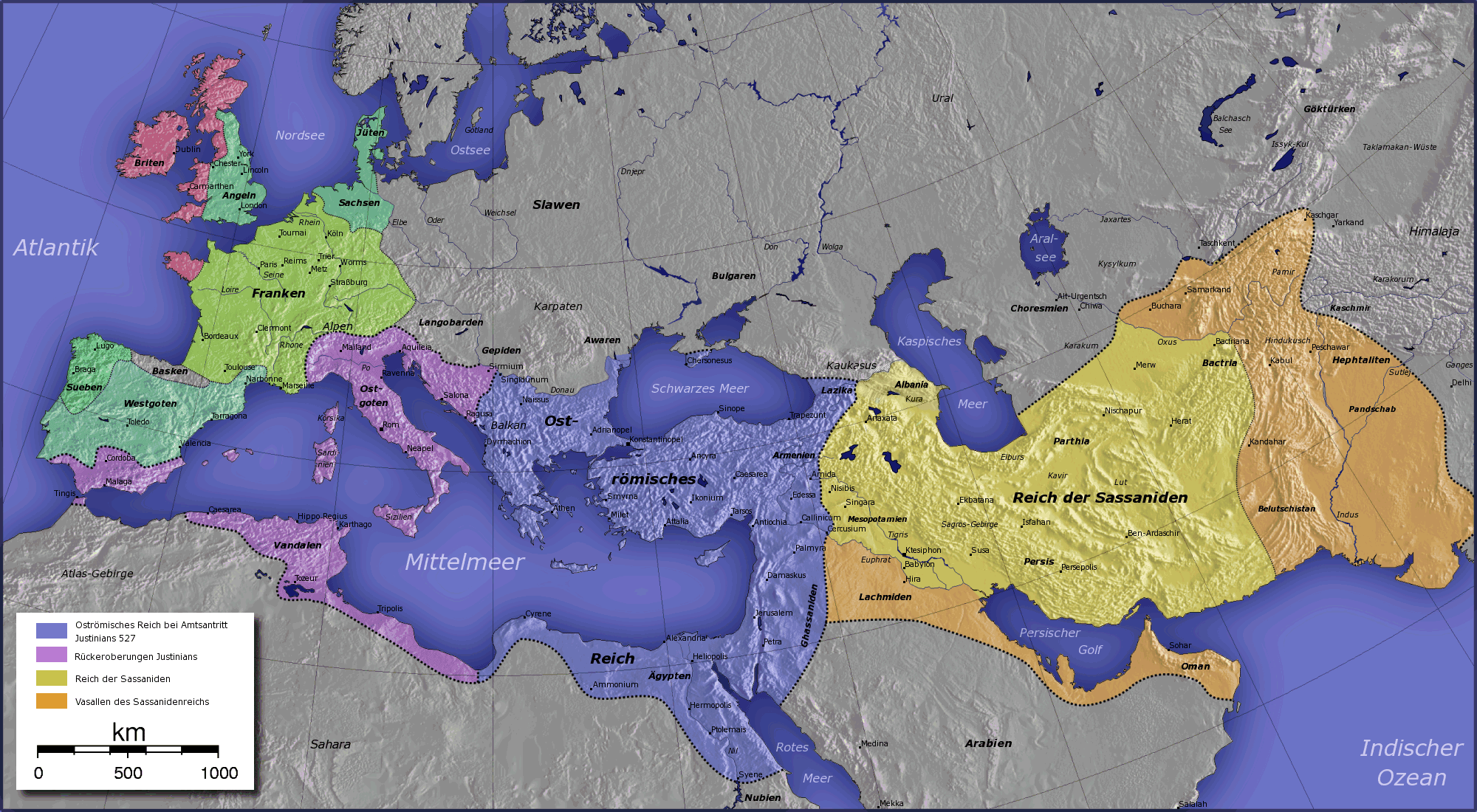
Ostrom und das Perserreich um 562. Die Grenzen des Sassanidenreichs sind allerdings nicht ganz korrekt wiedergegeben, da die Südküste des persischen Golfs erst um 570 unter persische Herrschaft gelangte.

Chosrau konnte sich auf einen Krieg gegen Justinian einlassen, weil seine Stellung im Inneren nun gesichert war und an den anderen Grenzen des Perserreiches Ruhe herrschte: Die „hunnischen“ Hephthaliten, die Persien jahrzehntelang bedroht hatten, waren geschwächt. Die Kämpfe mit den Römern begannen in Syrien. Chosrau überschritt im Jahr 540 mit einem großen Heer die Grenze und eroberte neben anderen Städten auch Antiochia am Orontes, eine der wichtigsten und größten Städte des Römischen Reiches, wobei die von Justinian versprochenen Verstärkungen nicht oder nur in unzureichender Zahl eintrafen; Justinians Vetter, der General Germanus, musste sich daher mit seinem kleinen Trupp von nur 300 bucellarii (Leibwächtern) aus Antiochia zurückziehen. Die Stadt verweigerte Chosraus Angebot, gegen Zahlung einer hohen Summe in Frieden abzuziehen, und wurde von den Persern im Sturm genommen. Ein Teil der Einwohner wurde ins Perserreich deportiert und die Stadt selbst wurde gründlich geplündert. Chosrau soll, einer alten Tradition folgend, bei Seleukeia Pieria, dem Hafen Antiochias, ein rituelles Bad im Mittelmeer genommen und dem Sonnengott geopfert haben. Im Vorort Daphne opferte er im berühmten Musenhain. Die Eroberung Antiochias hatte eine deutliche Schockwirkung auf die Römer, die sich daran noch Jahre später erinnern sollten. Chosrau erhielt derweil von anderen Städten Geldzahlungen, wofür er sie verschonte, während die Festung Dara einem Angriff widerstand. Bald darauf zog sich Chosrau zurück, nachdem er zuvor in Apameia am Orontes nach Art eines römischen Kaisers Circusspiele hatte abhalten lassen – eine weitere Provokation.
Aufgrund dieser Demütigung lehnte Justinian ein Friedensangebot Chosraus ab, und ein jahrelanger Krieg begann. 543 (oder eher 544) scheiterte ein großangelegter Angriff auf das römische Edessa. Die Kämpfe, an denen Chosrau bis 544 meist persönlich teilnahm, weiteten sich daneben schon 541 auch auf den Kaukasusraum aus (Lazika), wo beide Mächte Interessen verfolgten. Die Kämpfe zogen sich über die folgenden Jahre hin, wobei es zu kurzfristigen Waffenstillständen kam. Letztlich gelang es den Persern aber nicht, einen Zugang zum Schwarzen Meer zu erzwingen oder die Grenze in Mesopotamien zu verschieben; umgekehrt gelang den Römern kein entscheidender Sieg. Langfristig erwiesen sich die beiden Großmächte als gleich stark, und Justinian konnte die römische Ostgrenze daher unter großen Opfern halten.

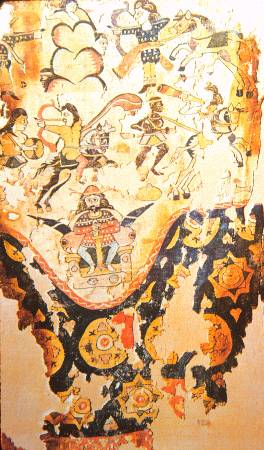
Chosrau I. und der Krieg im Jemen (ägyptische Seide).

562 wurde doch ein Frieden mit Justinian geschlossen, diesmal befristet auf 50 Jahre (auf römischer Seite ausgehandelt vom patricius Flavius Petrus), wonach sich die Römer zu jährlichen Tributzahlungen verpflichteten, dafür aber Lazika erhielten. Den Christen in Persien und den Zoroastriern im Römischen Reich wurde Glaubensfreiheit zugesichert. Allerdings wurde der Frieden schon 572 von Kaiser Justin II. gebrochen; Chosrau hatte dies vergeblich zu verhindern versucht. Zunächst verbuchten die Perser dennoch große Erfolge; Chosrau führte seine Truppen zunächst persönlich gegen die mit den Römern verbündeten Kök-Türken, deren Invasion im Nordosten abgewehrt werden konnte, und wandte sich dann 573 nach Westen, wo er die wichtige Festung Dara erobern konnte. Diese Niederlage soll den römischen Kaiser in den Wahnsinn getrieben haben. Allerdings erlitt Chosrau 575 (oder 576) bei Melitene gegen Justinian, einen Feldherrn Justins II., eine schwere Niederlage; nur mit Mühe gelang Chosrau die Flucht. Entscheidend war aber auch diese Schlacht nicht: Als der König 579 starb, dauerte der Krieg zwischen Ostrom und dem Sassanidenreich immer noch an.
Um 560 (der genaue Zeitpunkt ist umstritten) gelang es Chosrau an der Nordostgrenze im Bündnis mit den Kök-Türken (Westtürken) unter Sizabulos (Istämi) die Hephthaliten endgültig zurückzudrängen und ihr Reich zu vernichten – ein Ereignis, das unter anderem 500 Jahre später in Firdausis Schahname verewigt wurde. Allerdings erschienen mit den Türken dort nun neue, gefährliche Gegner, die sich bald gegen die Perser wandten. Daran hatte Chosrau durchaus eine Mitschuld, da er offenbar den persischen Markt für Seide aus dem spätantiken Zentralasien sperren wollte, den sogdische Händler als Untertanen der Türken kontrollierten. Als die Sogdier hart abgewiesen wurden, schlug der Sogdier Maniakh seinem Herren Sizabulos ein Bündnis mit Ostrom vor, was auch 570 abgeschlossen wurde und kurze Zeit bestand.
In Südarabien konnte Chosraus General Wahriz den Einfluss der Sassaniden um 570 bis in Himyar (in den heutigen Jemen) hinein ausweiten und dabei auch oströmische Interventionsversuche (durch die Aksumiten) abwehren. Hierbei spielten Handelsinteressen eine bedeutende Rolle, da in diesem Raum wichtige See- und Landrouten des Indienhandels verliefen.

## Innenpolitik

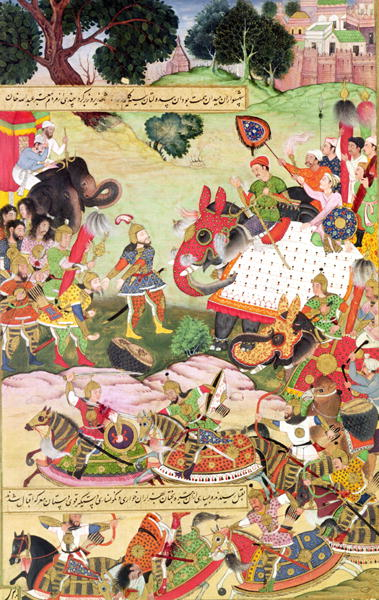
Chosrau I. schlägt den mazdakitischen Aufstand nieder (persische Miniatur).

Im Inneren gelang es Chosrau offenbar, den Staat stärker zu zentralisieren. Er ergänzte den alten „Feudaladel“ teilweise durch einen Beamtenadel, der von dem Wohlwollen des Königs abhängig war. Auch drängte er zu Beginn seiner Regierung die mazdakitische Bewegung, die zuvor zu Unruhen und einer Schwächung eines Teiles des mächtigen Hochadels geführt hatte, gewaltsam zurück und nutzte die temporäre Schwäche der Magnaten, um die Macht der Krone zu vergrößern. Durch die Schaffung eines (anfangs) direkt vom König abhängigen niederen Dienstadels bzw. „Rittertums“ (die Dehgānān) sowie steuerliche und landwirtschaftlichen Reformen stärkte er die Monarchie von Grund auf. Möglicherweise hatte seine Steuerreform (Umwandlung der Ertragssteuer in eine feste Grundsteuer) dabei das spätrömische System der Capitatio-Iugatio zum Vorbild. Die genauen Reformen, ihr Ausmaß und ihre Wirksamkeit, sind seit langem Gegenstand wissenschaftlicher Diskussion, da sämtliche Zeugnisse aus großem zeitlichen Abstand berichten und sich vielfach widersprechen. Zumindest kurzfristig scheinen die Maßnahmen aber zu einer Stärkung der königlichen Stellung geführt zu haben.
Das Reich wurde vom König, wie erst kürzlich endgültig nachgewiesen werden konnte, in vier Militärdistrikte unter jeweils einem Oberkommandeur (Spāhbod) eingeteilt (vielleicht diente hier das ähnliche römische Amt des magister militum als Vorbild). Wahrscheinlich existierte erst ab diesem Zeitpunkt ein nennenswertes stehendes Heer, während die Könige zuvor weitgehend vom Aufgebot des Hochadels (Wuzurgān und Āzādān) abhängig gewesen waren. Dabei kam jeweils dem westlichen und dem östlichen Kommandeur eine besondere Verantwortung zu, da sie am ehesten mit Invasoren rechnen mussten. Allerdings gab der König ihnen damit auch viel Macht in die Hände, was – wie auch in späterer Zeit – zu Usurpationsversuchen ermutigte. Bedrohlich war vor allem der Usurpationsversuch seines Sohnes Anōšazād (traditionell datiert auf das Jahr 550, tatsächlich aber wohl bereits 542/43), wenn Anōšazād auch keinen Erfolg hatte; darüber berichten Prokopios von Caesarea, Firdausi und Tabari.
Chosrau war an griechischer Philosophie, an Wissenschaft und Kunst interessiert. Unter ihm erlebte das Reich eine kulturelle Blüte. Er zog Gelehrte an seinen Hof und stand im Ruf, eine gute philosophische Bildung zu besitzen. Die Ansicht, dass er ein Philosophenkönig sei, war nicht nur in seinem eigenen Reich verbreitet, sondern schon vom Beginn seiner Herrschaft an auch bei den Oströmern. Dieser Sichtweise widersprach allerdings der Geschichtsschreiber Agathias, der Chosrau polemisch als nur scheinbar gebildeten Barbaren schilderte. Chosrau beschäftigte sich intensiv mit der Philosophie der Antike und ließ Texte von griechischen Philosophen sowie indische Märchen ins (Mittel-)Persische übersetzen; sie wurden später von den Arabern rezipiert (siehe auch Akademie von Gundischapur und Burzoe, Chosraus Kanzler und Leibarzt). Der Hof der Sassaniden entwickelte eine große Ausstrahlungskraft und wurde – wie das staatliche System überhaupt – später zum Vorbild für das Abbasidenreich. Die Herrschaftszeit Chosraus gilt zudem als mögliche Keimzelle des Schachspiels (siehe Geschichte des Schachspiels).
In der Religionspolitik wurde den Christen Glaubensfreiheit garantiert, jedoch wurde der Übertritt vom Zoroastrismus zum Christentum prinzipiell mit dem Tode bestraft, was auch einige Märtyrerakten belegen. 562 wurde den Christen offiziell gestattet, ihre Toten zu begraben, und mindestens einmal setzte der König selbst einen neuen Bischof ein. Unterdessen wurden die Nestorianer zeitweilig verfolgt.

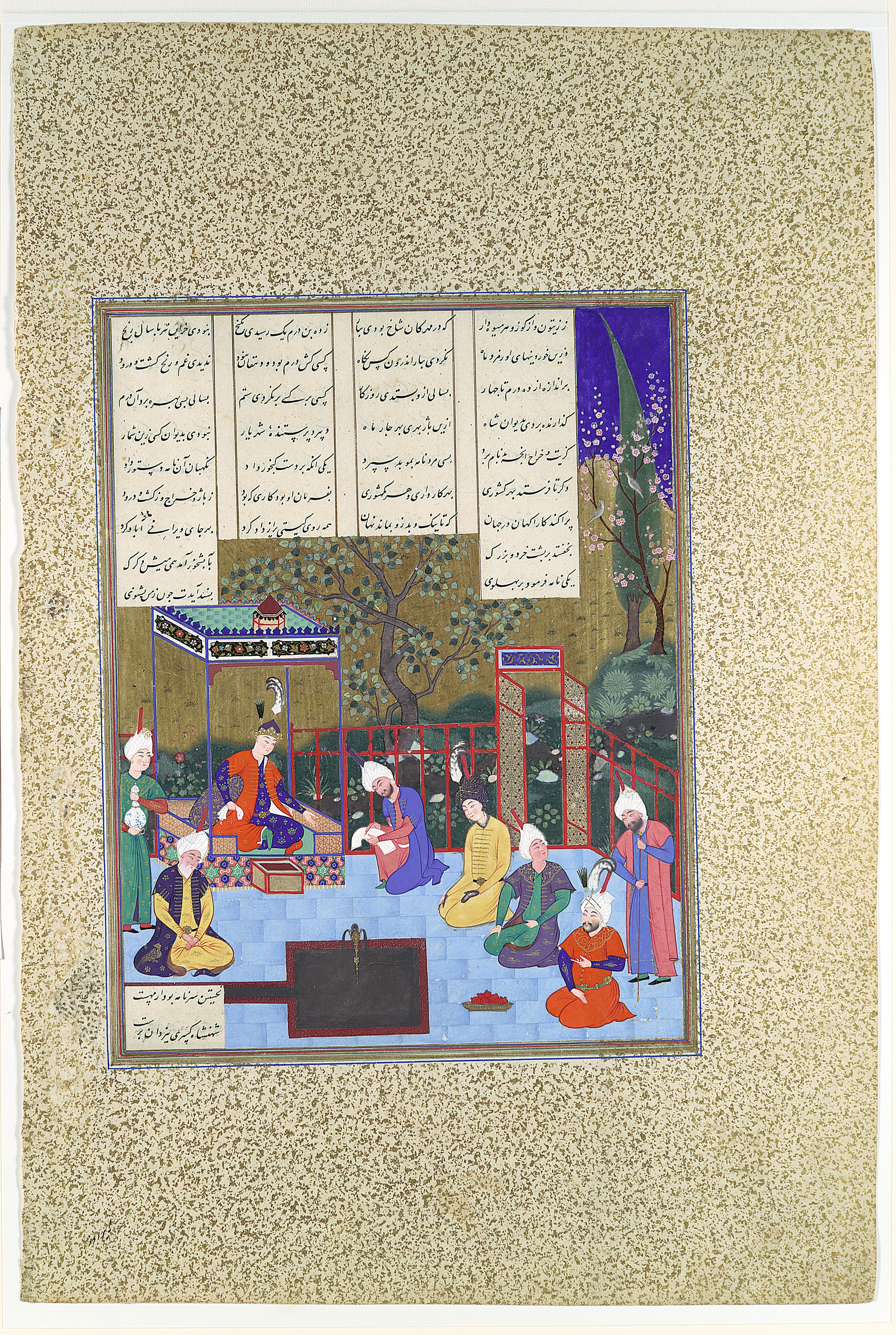
Chosrau I. verkündet Reformen. Persische Miniatur aus dem Schāhhnāme.

Nachdem Justinian im Jahr 529 den letzten paganen Neuplatonikern in Athen die Lehrtätigkeit untersagt hatte, entschlossen sie sich 531/532 zur Emigration ins Sassanidenreich, da sie von den philosophischen Interessen des neuen Herrschers Chosrau gehört hatten. Chosrau nahm sie an seinem Hof auf, doch schon 532 entschieden sich die Emigranten, zu denen die bedeutenden Philosophen Damaskios und Simplikios gehörten, zur Heimkehr. Möglicherweise hatte Justinian ihre Auslieferung gefordert. Chosrau ließ sich jedenfalls im Friedensvertrag mit Ostrom 532 garantieren, dass ihnen bei ihrer Rückkehr kein Leid widerfahren solle.
Chosrau setzte stark auf die Deportation von Gefangenen und legte mit ihnen neue Kolonien an, so bei seiner Hauptstadt Ktesiphon ab 540 die Stadt Weh Antiok Chosrau (etwa: „besser als Antiochia hat Chosrau dies gebaut“). Diese Stadt war einzig dem König unterstellt und dem Zugriff der Aristokratie entzogen. Auch wurden römische Kriegsgefangene und Handwerker benutzt, um Kanäle, Brücken etc. zu bauen; daneben beschäftigte der König aber auch oströmische Spezialisten, die freiwillig für ihn arbeiteten und ihm offenbar in Friedenszeiten von Justinian geschickt wurden.

## Nachleben und moderne Beurteilung

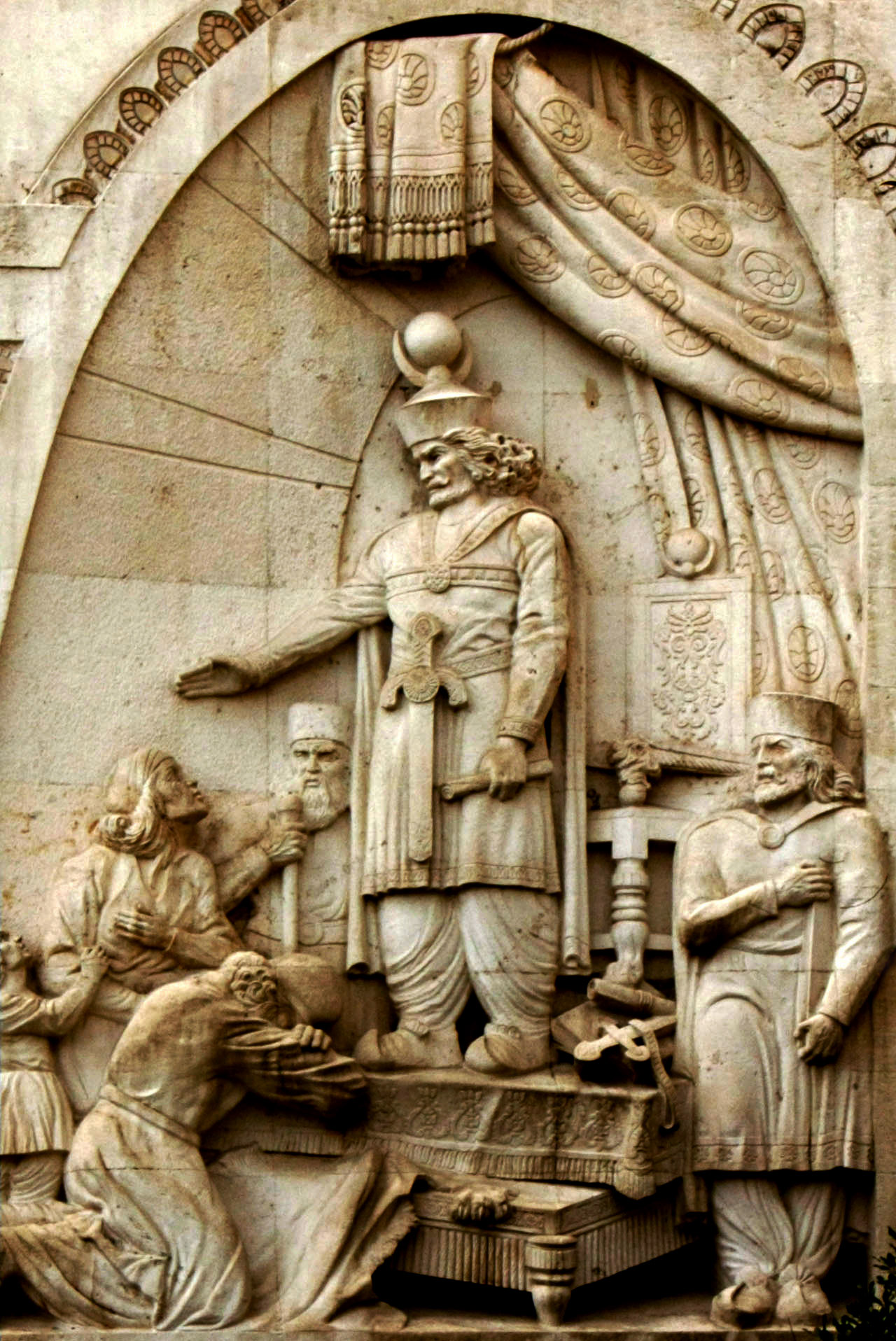
Chosrau I. als gerechter Herrscher. Relief, Justizpalast, Teheran, Iran.

Chosrau I. gilt, obwohl er in Europa anders als im Orient fast vergessen ist, als einer der bedeutendsten Herrscher der Spätantike. In Berichten wird geschildert, wie im Thronsaal Chosraus I. neben dem Thron des Königs auch drei zeremonielle Thronsessel standen, je einer für den Kaiser von Rom, den Kaiser von China und den Khagan der Türken, wenn sie als Vasallen zum König der Könige kommen sollten. Neben dem damit formulierten (zumindest formalen) Vorherrschaftsanspruch deutete dies auch auf den politischen und wirtschaftlichen Horizont des Sassanidenreichs in der Zeit Chosraus hin.
Chosrau hat das sassanidische Perserreich zu einem neuen Höhepunkt geführt, allerdings um den Preis einer Erschöpfung des Landes durch die langen Kriege. Der Großkönig hat mit dem Engagement im Westen, Süden und Norden die Ressourcen Persiens wohl überdehnt; vor allem aber scheinen seine Versuche, die Position des Königtums zu stärken, nur von kurzfristigem Erfolg gekrönt gewesen zu sein. Am Ende seiner langen Regierung zeigten sich nach der Einschätzung von Zeev Rubin bereits erste Krisensymptome. Chosrau hinterließ das Reich seinem Sohn Hormizd IV., der die Kriege des Vaters fortsetzte.
In der Sagenwelt des Orients lebt Chosrau als Anuschirwan weiter, der so etwa auch in den Märchen aus Tausendundeiner Nacht erscheint. Als Tochter Anuschirwans wird Turandocht genannt („Tochter aus Turan“), die von ihrem Vater zu seiner rechtmäßigen Erbin ernannt wurde, aber den Thron nie bestieg.